# Rhône-Poulenc

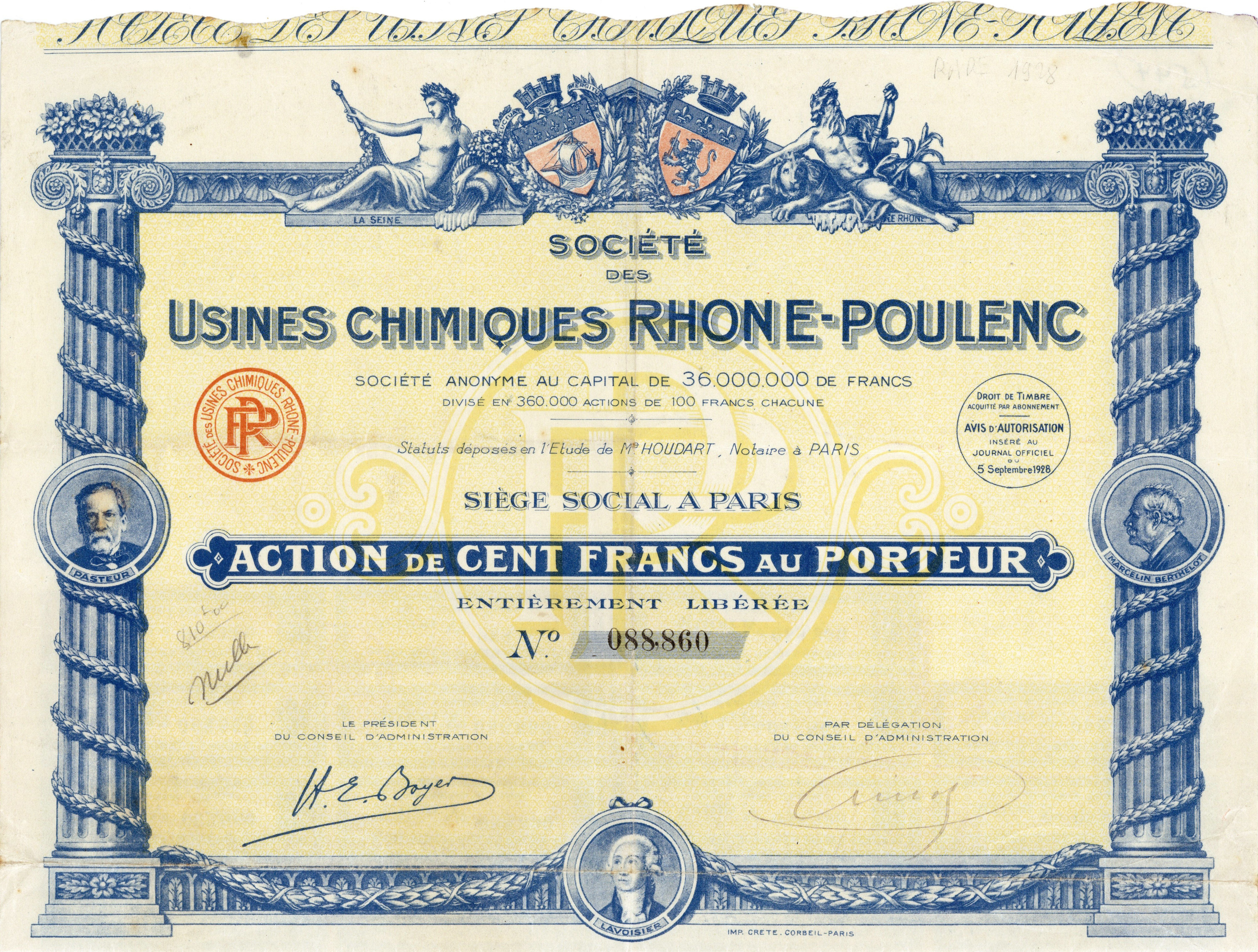
Gründeraktie der Société des Usines Chimiques Rhône-Poulenc über 100 Francs, ausgestellt am 5. September 1928 in Paris, mit Unterschrift von Hippolyte-Eugène Boyer als Vorsitzender des Aufsichtsrats, der bereits seit 1900 Präsident der Société Chimique des Usines du Rhône war

Rhône Poulenc S.A. war ein französischer Pharma- und Chemiekonzern, der nun zu Sanofi-Aventis gehört.

## Unternehmensgeschichte
Gegründet wurde er einerseits als Société chimique des usines du Rhône (S.C.U.R.) im Jahr 1895. Das Unternehmen erfand 1911 das Celluloseacetat. 1922 kam die im Textilbereich angesiedelte Tochterfirma Rhodiaceta hinzu. Im Jahr 1928 erfolgte die Umfirmierung in Rhône-Poulenc nach der Vereinigung mit Établissements Poulenc frères. Im Zweiten Weltkrieg musste das Unternehmen auf Anweisung der deutschen Besatzer in seinen Werken in Saint-Fons und Le Péage-de-Roussillon Zwangsarbeiter zugunsten der deutschen Kriegswirtschaft beschäftigen.
1948 wurde in Übersee mit Rhodia Inc. eine Filiale gegründet. Ein wichtiges Forschungsgebiet waren zu dieser Zeit die Anti-Histamine. 1950 wurde von Rhône-Poulenc das erste Neuroleptikum Chlorpromazin synthetisiert und 1953 auf den Markt gebracht. 1968 übernahm der Konzern die zur damaligen Zeit bedeutenden Chemieunternehmen Péchiney (Aluminium)  und Progil (Chlor, Phosphat, Kunststoffe und Petrochemie). Dies wurde lange Zeit als die bedeutendste Fusion der französischen Chemieindustrie bewertet. Verschiedene Unternehmen der Feinchemie und der Schwerchemie wurden so in einem Konzern vereinigt.
Zur Gruppe Rhône-Poulenc gehörte auch das deutsche Phytopharmakaunternehmen A. Nattermann & Cie. GmbH mit Sitz in Köln.
Von 1982 bis 1993 befand sich das Unternehmen im Besitz des französischen Staates, der im damals schlecht laufenden Betrieb umfangreiche Modernisierungsmaßnahmen durchführte. 1993 trennte sich Frankreich wieder von seinen Besitzrechten, da diese private Investitionen verhinderten. 1996 beschäftigte der Konzern 75.000 Mitarbeiter in 140 Ländern auf allen Kontinenten. Der Umsatz lag bei 86 Milliarden Francs, davon fast 80 % aus dem Geschäft außerhalb der französischen Staatsgrenzen. Von Bedeutung ist hier Merial, eine Kooperation mit MSD (Merck, Sharp & Dohme, ein US-Unternehmen).
1998 war Rhône-Poulenc der siebtgrößte Pharma- und Chemiekonzern der Welt. Im selben Jahr entstand durch die Zusammenlegung der Sparten Chemie, Fasern und Polymere die französische Unternehmensgruppe Rhodia S.A. Die restlichen Bereiche, unter anderem der Pharmabereich von Rhône-Poulenc, fusionierten Ende 1999 mit dem deutschen Konzern Hoechst AG zur Aventis mit Sitz in Straßburg, der nach einer weiteren Fusion jetzt Sanofi-Aventis heißt.